# Esbjerg Vandtårn
Esbjerg Vandtårn er et vandtårn beliggende i Esbjerg opført i 1896-97 på en gravhøj fra bronzealderen og har kapacitet til 130 kubikmeter. Tårnet ligger ved havnen og er et vartegn for byen. Det fik i 1983 status af fredet og blev drevet af Esbjerg Museum, og fra 2008 af Sydvestjyske Museer.

## Historie
I slutningen af 1800-tallet var vandforsyningen i Esbjerg, der med sine 9000 indbyggere var ved at udvikle sig til en storby, stadig på ingen måder optimal, idet den klaredes med brønde og vandposte. Der kom et stigende pres for oprettelsen af et vandværk, som i midten af 1890'erne blev tilgodeset. Man byggede således et vandtårn for at sørge for det rette tryk ud til beboerne, men eftersom efterspørgslen på vand allerede i bygningsåret oversteg tårnets kapacitet, blev der allerede i 1904 bygget et nyt vandtårn på Nygårdsvej.
Tårnet blev i slutningen af det 20. århundrede istandsat af private kræfter, der opererede under navnet Foreningen Vandtårnet.

## Arkitektur
Esbjerg Vandtårn er tegnet af arkitekt C.H. Clausen, der angiveligt er blevet inspireret af Nassauer Haus i Nürnberg. Tårnet er ulig mange andre vandtårne firkantet, men vandbeholderen er cylindrisk, og øverst er der i hvert hjørne et tourelle (lille tårn). Det er opført i røde teglsten og bygget med en udsigtsplatform øverst.

## Kulturelle tiltag
På grund af dets status som byens vartegn har vandtårnet flere gange været brugt som logo for virksomheder.
Tårnet er hjemsted for en permanent udstilling om det specifikke vandtårn samt vandtårne generelt i Europa. Om sommeren findes desuden diverse udstillinger med forskellige typer kunst.